# 林肯 (明尼蘇達州)
林肯（英語：Lincoln）是位於美國明尼蘇達州莫里森縣斯坎迪亞瓦利鎮區的一個非建制地區。

## 歷史
林肯的郵局於1864年成立，其後於1903年停運。此地得名自亚伯拉罕·林肯，第十六任美國總統。

## 地理
林肯所處的海拔為高於海平面390米（即1280英呎），而該地所採用的時區為UTC-6，即北美中部時區（CST）。同時該地設有夏令時間，為UTC-6調快一小時，即UTC-5（CDT）。